# المعرفط (عبس)

تعديل مصدري - تعديل

المعرفط هي إحدى قرى عزلة الوسط بمديرية عبس التابعة لمحافظة حجة، بلغ تعداد سكانها 214 نسمة حسب تعداد اليمن لعام 2004.